# Genouillac (Creuse)
 Genouillac  es una localidad y comuna de Francia, en la región de Lemosín, departamento de Creuse, en el distrito de Guéret y cantón de Châtelus-Malvaleix. Es la mayor población del cantón.
Su población en el censo de 1999 era de 781 habitantes.
Está integrada en la Communauté de communes de la Petite Creuse, de la que es la mayor población.

## Demografía
| 977 | 1010 | 859 | 783 | 775 | 781 |
| Para los censos de 1962 a 1999 la población legal corresponde a la población sin duplicidades (Fuente: INSEE [Consultar]) |      |     |     |     |     |